# چیوری ماسوچی
چیوری ماسوچی (انگلیسی: Chiyori Masuchi؛ زادهٔ ۲۵ ژوئن ۱۹۷۰) جودوکار زن اهل ژاپن بود.
وی در مسابقات کشوری و بین‌المللی در مجموع برندهٔ ۴ مدال نقره، ۳ مدال برنز شده‌است.